# Marcos Pizzelli
Marcos Pinheiro Pizzelli (in armeno Մարկոս Պինեյրո Պիզզելլի?, Markos Pineyro Pizelli; Piracicaba, 3 ottobre 1984) è un ex calciatore brasiliano naturalizzato armeno, di ruolo attaccante.

## Carriera

### Club
Durante la sua carriera ha giocato con vari club tra cui il P'yownik, in cui ha militato dal 2009 all'estate 2011, quando si è trasferito in Ucraina al Metalurh Donec'k.

### Nazionale
A seguito della naturalizzazione, avvenuta nel maggio 2008, ha più volte vestito la maglia della nazionale armena.

## Palmarès

### Club
- Coppa d'Armenia: 3

Ararat: 2008
P'yownik: 2009, 2010
- Campionato armeno: 2

P'yownik: 2009, 2010
- Supercoppa del Kazakistan: 1

Aqtóbe: 2014

### Individuale
- Capocannoniere della Qazaqstan Prem'er Ligasy: 1

2018 (18 gol)
- Calciatore armeno dell'anno: 1

2018